# Бредаред
Бредаред (швед. Bredared) — населённый пункт в коммуне Бурос лена Вестра-Гёталанд на западе Швеции. 
Расположен в 8 км к северу от центра коммуны города Бурос.
В 1834 году в Бредареде была построена лютеранская церковь, которую капитально реконструировали в 1951—1952 годах.
В 1992 году в посёлке был учреждён собственный гольф-клуб.
В 1960-е годы близ посёлка был построен загородный приходской центр финского православного прихода, действовавшего в Швеции. В начале 2000-х центр был выставлен на продажу и приобретён Британско-Скандинавской епархией Сербской православной церкви. На его основе в 2001 году был учреждён единственный в стране шведоязычный православный Свято-Троицкий монастырь.

## Население
| 1975 | 1990 | 1995 | 2000 | 2005 | 2010 |
| ---- | ---- | ---- | ---- | ---- | ---- |
| 200  | ↗284 | ↗296 | ↘282 | ↘264 | ↘227 |